# 1917 na rádio
Nesta página encontrará referências aos acontecimentos directamente relacionados com a rádio ocorridos durante o ano de 1987.

## Nascimentos
| Data           | Nome      | Profissão                              | Nacionalidade | Observações | Ref |
| -------------- | --------- | -------------------------------------- | ------------- | ----------- | --- |
| 30 de Setembro | Chacrinha | radialista e apresentador de televisão | Brasil        | m. 1988     |     |

## Mortes
| Data | Nome | Profissão | Nacionalidade | Observações | Ref |
| ---- | ---- | --------- | ------------- | ----------- | --- |